# Orist
Orist [ɔʁist] est une commune française située dans le département des Landes en région Nouvelle-Aquitaine.
Le gentilé est Oristois.

## Géographie

### Localisation
Commune située dans le pays d'Orthe.

### Communes limitrophes
Les communes limitrophes sont Josse, Pey, Rivière-Saas-et-Gourby, Saint-Étienne-d'Orthe, Saint-Geours-de-Maremne, Saint-Lon-les-Mines, Saubusse, Siest et Port-de-Lanne.
| Saint-Geours-de-Maremne | Saubusse              | Rivière-Saas-et-Gourby, Siest      |
| Josse                   | Orist                 | Saint-Lon-les-Mines                |
| Pey                     | Saint-Étienne-d'Orthe | Port-de-Lanne (par un quadripoint) |

### Hydrographie
Le ruisseau de Lespontès, affluent gauche de l'Adour, traverse le territoire de la commune.

### Climat
Pour des articles plus généraux, voir Climat de la Nouvelle-Aquitaine et Climat des Landes.
Historiquement, la commune est dans une zone de transition entre les climats océaniques aquitain et basque.  
En 2020, Météo-France publie une typologie des climats de la France métropolitaine dans laquelle la commune est exposée à un climat océanique et est dans une zone de transition entre les régions climatiques « Littoral charentais et aquitain » et « Aquitaine, Gascogne »0.
Pour la période 1971-2000, la température annuelle moyenne est de 13,7 °C, avec une amplitude thermique annuelle de 13,5 °C. Le cumul annuel moyen de précipitations est de 1 304 mm, avec 12,9 jours de précipitations en janvier et 7,9 jours en juillet. Pour la période 1991-2020, la température moyenne annuelle observée sur la station météorologique la plus proche, située sur la commune de Saint-Martin-de-Hinx à 10 km à vol d'oiseau, est de 14,2 °C et le cumul annuel moyen de précipitations est de 1 410,1 mm,. Pour l'avenir, les paramètres climatiques de la commune estimés pour 2050 selon différents scénarios d’émission de gaz à effet de serre sont consultables sur un site dédié publié par Météo-France en novembre 2022.

## Urbanisme

### Typologie
Au 1er janvier 2024, Orist est catégorisée commune rurale à habitat dispersé, selon la nouvelle grille communale de densité à sept niveaux définie par l'Insee en 2022.
Elle est située hors unité urbaine et hors attraction des villes,.

### Occupation des sols

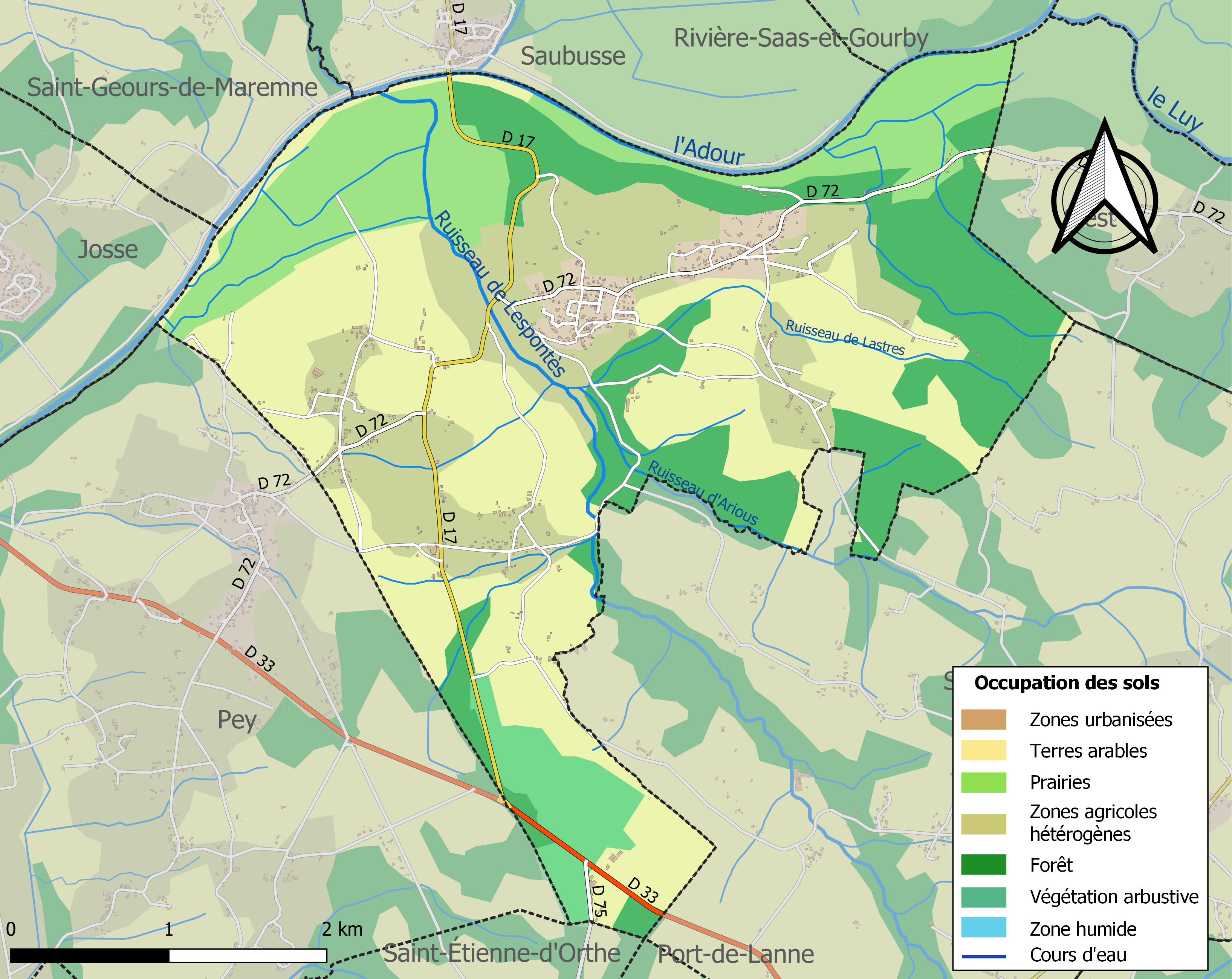
Carte des infrastructures et de l'occupation des sols de la commune en 2018 (CLC).

L'occupation des sols de la commune, telle qu'elle ressort de la base de données européenne d’occupation biophysique des sols Corine Land Cover (CLC), est marquée par l'importance des territoires agricoles (70,4 % en 2018), en diminution par rapport à 1990 (72 %). La répartition détaillée en 2018 est la suivante : terres arables (35 %), forêts (22,1 %), zones agricoles hétérogènes (20,2 %), prairies (15,2 %), milieux à végétation arbustive et/ou herbacée (4,1 %), zones urbanisées (3,3 %). L'évolution de l’occupation des sols de la commune et de ses infrastructures peut être observée sur les différentes représentations cartographiques du territoire : la carte de Cassini (XVIIIe siècle), la carte d'état-major (1820-1866) et les cartes ou photos aériennes de l'IGN pour la période actuelle (1950 à aujourd'hui).

### Risques majeurs
Le territoire de la commune d'Orist est vulnérable à différents aléas naturels : météorologiques (tempête, orage, neige, grand froid, canicule ou sécheresse), inondations, mouvements de terrains et séisme (sismicité modérée). Il est également exposé à un risque particulier : le risque de radon. Un site publié par le BRGM permet d'évaluer simplement et rapidement les risques d'un bien localisé soit par son adresse soit par le numéro de sa parcelle.

#### Risques naturels
Certaines parties du territoire communal sont susceptibles d’être affectées par le risque d’inondation par débordement de cours d'eau, notamment l'Adour et le ruisseau de Lespontès. La commune a été reconnue en état de catastrophe naturelle au titre des dommages causés par les inondations et coulées de boue survenues en 1988, 1999 et 2009,.
Les mouvements de terrains susceptibles de se produire sur la commune sont des tassements différentiels.

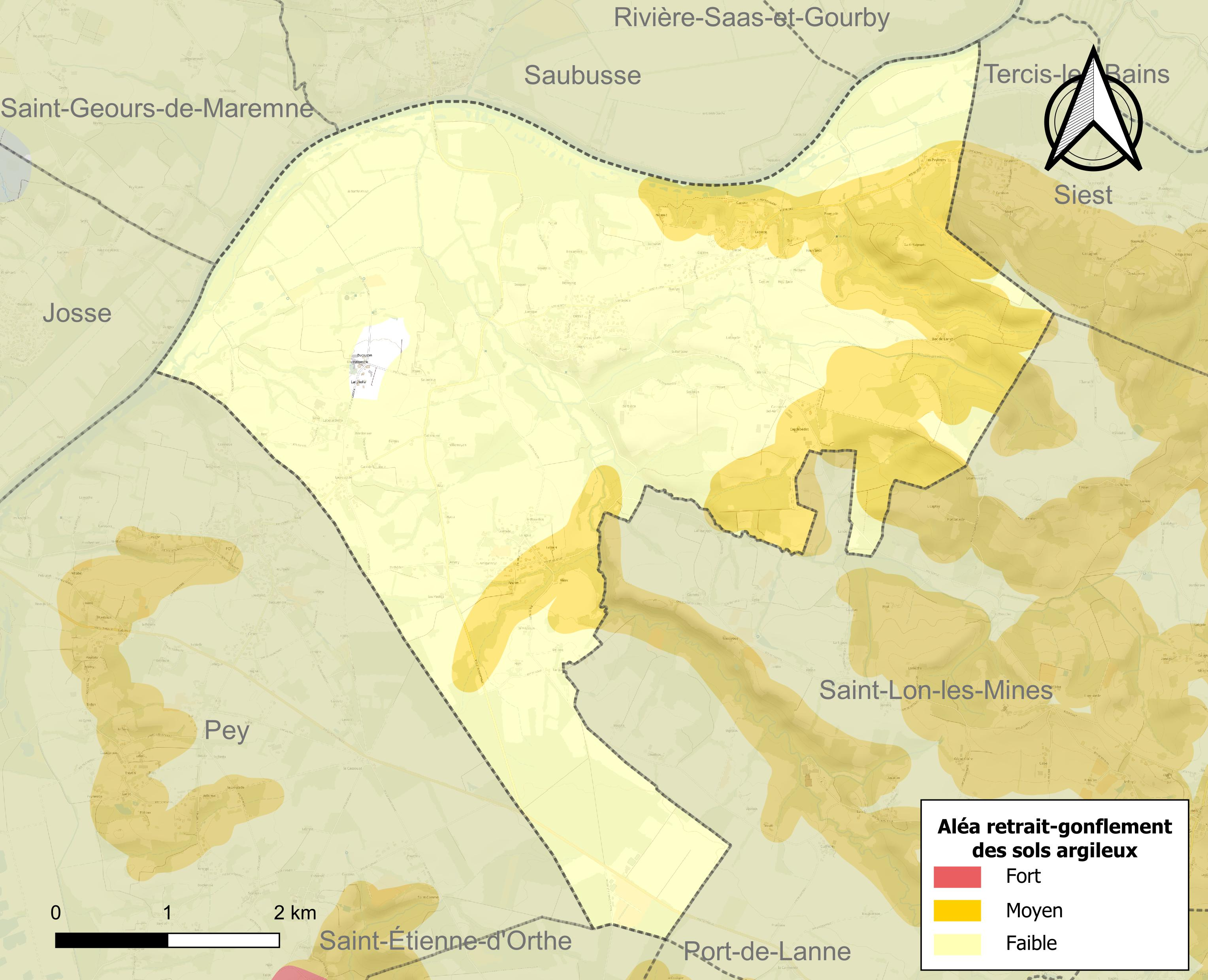
Carte des zones d'aléa retrait-gonflement des sols argileux d'Orist.

Le retrait-gonflement des sols argileux est susceptible d'engendrer des dommages importants aux bâtiments en cas d’alternance de périodes de sécheresse et de pluie. 23,3 % de la superficie communale est en aléa moyen ou fort (19,2 % au niveau départemental et 48,5 % au niveau national). Sur les 320 bâtiments dénombrés sur la commune en 2019,  54 sont en aléa moyen ou fort, soit 17 %, à comparer aux 17 % au niveau départemental et 54 % au niveau national. Une cartographie de l'exposition du territoire national au retrait gonflement des sols argileux est disponible sur le site du BRGM,.
Concernant les mouvements de terrains, la commune a été reconnue en état de catastrophe naturelle au titre des dommages causés par des mouvements de terrain en 1999.

#### Risque particulier
Dans plusieurs parties du territoire national, le radon, accumulé dans certains logements ou autres locaux, peut constituer une source significative d’exposition de la population aux rayonnements ionisants. Selon la classification de 2018, la commune d'Orist est classée en zone 2, à savoir zone à potentiel radon faible mais sur lesquelles des facteurs géologiques particuliers peuvent faciliter le transfert du radon vers les bâtiments.

## Toponymie
Son nom occitan gascon est Orist ([urist]).

## Histoire
En 1888, un pont en arc en pierre est inauguré sur l’Adour entre Orist et Saubusse. Il est le fruit d’un don de 400 000 francs-or de la part d’Eugénie Desjobert, riche rentière sibusate, au conseil général des Landes pour qu’il construise ce pont.

## Politique et administration
| Période                                  | Période  | Identité       | Étiquette | Qualité             |
| ---------------------------------------- | -------- | -------------- | --------- | ------------------- |
| 1983                                     | 2020     | André Lafitte  | PS        | Professeur retraité |
| 2020                                     | En cours | Gisèle Mamoser |           |                     |
| Les données manquantes sont à compléter. |          |                |           |                     |

## Démographie
| 1793 | 1800 | 1806 | 1821 | 1831 | 1836 | 1841 | 1846 | 1851 |
| ---- | ---- | ---- | ---- | ---- | ---- | ---- | ---- | ---- |
| 588  | 649  | 659  | 655  | 745  | 743  | 767  | 715  | 728  |

| 1856 | 1861 | 1866 | 1872 | 1876 | 1881 | 1886 | 1891 | 1896 |
| ---- | ---- | ---- | ---- | ---- | ---- | ---- | ---- | ---- |
| 721  | 731  | 732  | 734  | 756  | 772  | 764  | 752  | 750  |

| 1901 | 1906 | 1911 | 1921 | 1926 | 1931 | 1936 | 1946 | 1954 |
| ---- | ---- | ---- | ---- | ---- | ---- | ---- | ---- | ---- |
| 738  | 750  | 728  | 665  | 678  | 644  | 626  | 578  | 529  |

| 1962 | 1968 | 1975 | 1982 | 1990 | 1999 | 2006 | 2008 | 2013 |
| ---- | ---- | ---- | ---- | ---- | ---- | ---- | ---- | ---- |
| 482  | 466  | 440  | 480  | 503  | 537  | 631  | 658  | 682  |

| 2018 | 2022 | - | - | - | - | - | - | - |
| ---- | ---- | - | - | - | - | - | - | - |
| 737  | 789  | - | - | - | - | - | - | - |

## Lieux et monuments

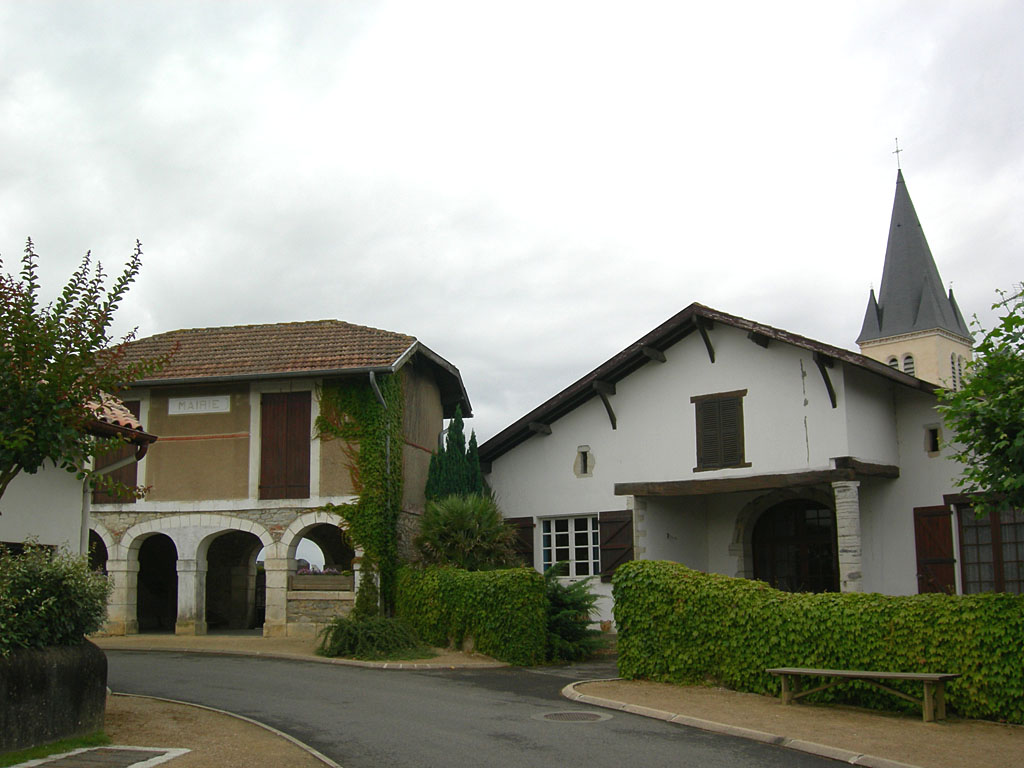
Ancienne mairie et église.

- Église Saint-Pierre d'Orist.